# 율면고등학교
율면고등학교(栗面高等學校)는 대한민국 경기도 이천시 율면 고당리에 있는 공립 고등학교이다.

## 학교 연혁
- 1978년 12월 29일 : 배영 종합고등학교 설립 인가(6학급)
- 1979년 3월 1일 : 배영 종합고등학교 개교(교장 문현용) 보통과 1학급, 상업과 1학급
- 2001년 3월 1일 : 율면고등학교로 교명 변경
- 2001년 3월 1일 : 초.중.고 통합 시설 농어촌 현대화 시범학교로 개교
- 2020년 1월 9일 : 제39회 졸업(20명) 졸업생 누계 2,489명
- 2022년 3월 1일 : 제16대 율면초중고통합학교 김승열 교장 취임

## 참고 자료
- 율면고등학교 - 한국교육학술정보원 학교알리미